# Pterodroma atrata
Pterodroma atrata е вид птица от семейство Procellariidae. Видът е застрашен от изчезване.

## Разпространение
Видът е разпространен в Питкерн.